# Cradley Town F.C.
Cradley Town Football Club là một câu lạc bộ bóng đá Anh đến từ Cradley, gần Halesowen ở West Midlands. Hiện tại đội bóng đang thi đấu ở Midland League Division One.

## Lịch sử
Câu lạc bộ được thành lập năm 1970 với tên gọi Albion Haden United sau sự hợp nhất của Haden Rangers và Albion Rovers. Tên gọi được thay đổi năm 1975.
Năm 1971, câu lạc bộ gia nhập Midland Football Combination Division Two. Họ vô địch ngay mùa đầu tiên nhưng không được lên hạng. Đội bóng tiếp tục xếp thứ 2 ở Division Two 2 lần giữa thập kỉ 1970, nhưng đến năm 1979 đội bóng thật sự thăng hạng Division One. Năm 1983 họ chuyển sang West Midlands (Regional) League, bắt đầu ở Premier Division, nhưng bị xuống hạng ngay lần đầu tiên. Sự thăng hạng lại diễn ra năm 1991, và 7 mùa tiếp theo, đội bóng luôn xếp giữa bảng xếp hạng Premier Division. Tuy nhiên ở mùa giải 1998-99, sự thay đổi phong độ đột ngột đã giúp The Lukes cán đích vị trí thứ 2 và thăng hạng Midland Football Alliance, thi đấu đến năm 2010. Trong 11 mùa giải này, đội bóng chỉ có 2 lần về đích ngoài 4 đội cuối bảng trong giải đấu. Họ cuối cùng bị xuống hạng sau khi đứng cuối ở mùa giải 2009-10.
Kể từ khi trở lại West Midlands (Regional) League, The Hammers chứng kiến sự thay đổi huấn luyện viên một cách chóng mặt. Duane Darby trở lại câu lạc bộ mùa giải 2014-15 vì đội Nigel Birch đứng cuối mùa giải 2013-14.